# Kaman K-MAX
Il Kaman K-MAX (oppure K-1200) è un elicottero leggero a rotori intersecantisi; è prodotto dall'azienda statunitense Kaman Aerospace Corporation dal 1999. È stato progettato per operazioni di carico estremo: può sollevare un carico di oltre 6 000 libbre, poco più di 2 700 kg, valore maggiore del peso stesso dell'aeromobile. Ha trovato impiego inizialmente nel mercato civile e solo recentemente in quello militare.

## Storia

### Sviluppo

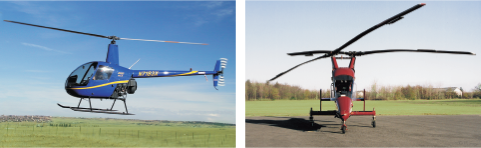
Comparazione tra il K-MAX (a destra) e un Robinson R22 (a sinistra) da notare la diversa posizione dei rotori nei due elicotteri

Il K-MAX è l'ultimo di una serie di elicotteri con rotori intersecanti prodotto dalla Kaman, il più famoso dei quali è l'HH-43 Huskie. Questo elicottero è stato appositamente progettato, testato e certificato per le operazioni di ascensore esterno e gru volante (certificato IFR ricevuto nel 1999), una caratteristica importante per l'effettuazione di determinati lavori. Infatti altri elicotteri utilizzati per gli stessi compiti sono stati progettati per il trasporto di passeggeri e merci. Grazie alla forma stretta e snella, il pilota ha una buona visuale del carico che sta trasportando.
La trasmissione ha un rapporto di riduzione di 24 in tre stadi, ed è progettata per una vita illimitata. Le pale dei rotori sono state costruite in legno. È stato utilizzato questo materiale principalmente per la sua resistenza al danneggiamento e la flessibilità, inoltre questo sistema era già stato impiegato nella costruzione dell'HH-43.
Questo aeromobile è utilizzato per le demolizioni grazie a una speciale palla da demolizione in dotazione.
In totale sono stati costruiti 38 elicotteri K-MAX. A partire dal maggio 2008, 13 elicotteri non sono più in aeronavigabilità oppure sono andati distrutti a causa di incidenti.

## Aeromobile a pilotaggio remoto

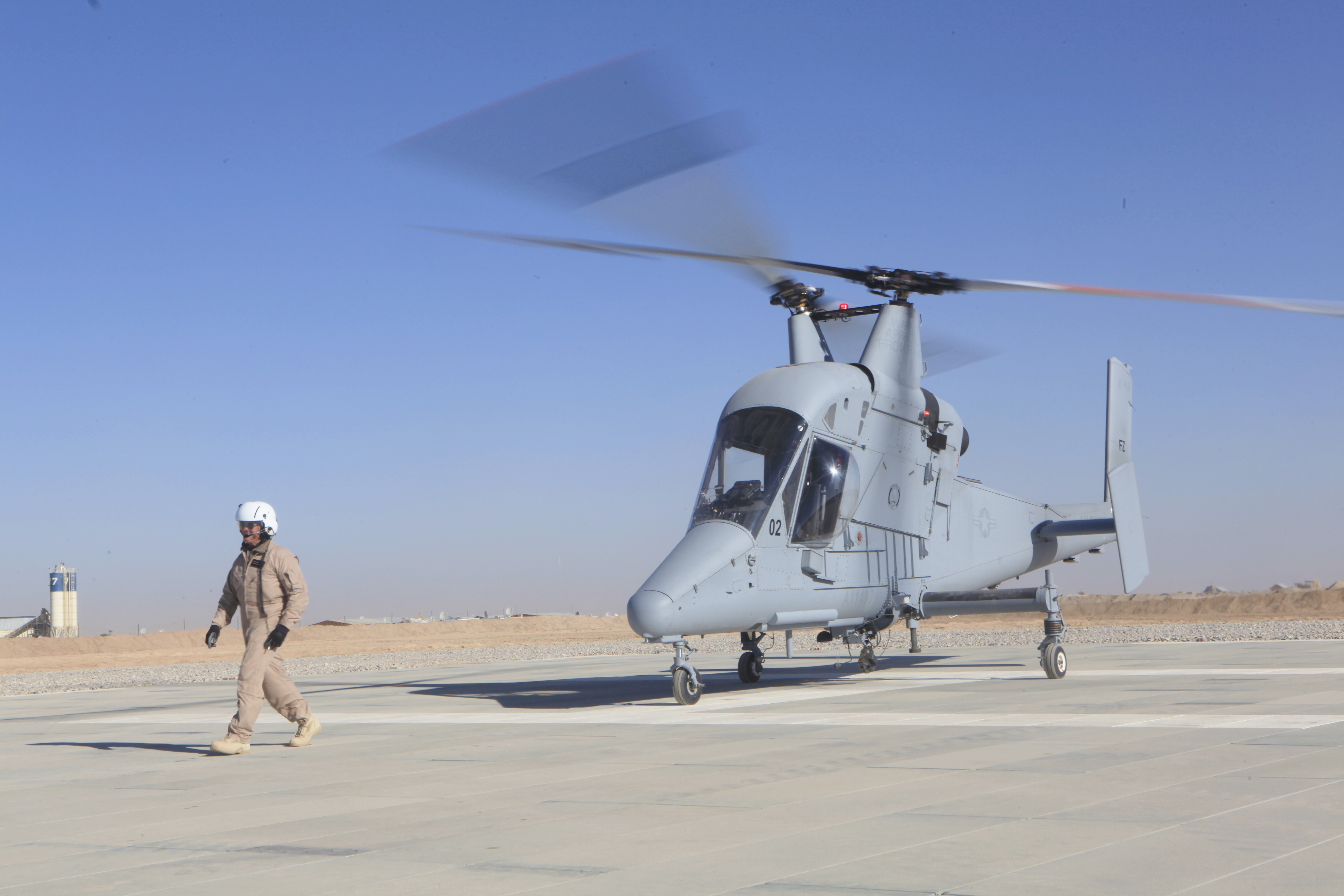
K-MAX APR in Afghanistan

È stata costruita una versione APR per usi militari. Infatti è stato impiegato in zone pericolose per il rifornimento sui campi di battaglia come ad esempio durante la recente guerra in Afghanistan.
Un primo prototipo ha effettuato il primo volo nel 2008, e un secondo nel 2010. Nel dicembre 2010 è stato stipulato un accordo da 46 milioni di dollari con Navair per due elicotteri di questo tipo. Tale aeromobile ha spostato circa 3 500 chili di cibo e rifornimenti per le truppe in combattimento. Dal febbraio 2013, il K-MAX ha consegnato circa 1 000 000 di chilogrammi in 600 missioni senza equipaggio, con oltre 700 ore di volo.
Un terzo elicottero ARM K-MAX è stato testato negli Stati Uniti nel 2012 per poter consegnare il carico a un piccolo segnalatore con precisione di 3 metri.
Il 31 luglio 2012, Lockheed ha annunciato una seconda estensione per i Marines del servizio del K-MAX in Afghanistan. In seguito prolungato fino alla fine di marzo 2013, con la possibilità di estendere fino alla fine di settembre 2013. Il 18 marzo 2013, il Corpo dei Marines ha esteso l'uso degli elicotteri senza pilota K-MAX a tempo indeterminato. I Marines non hanno attualmente intenzione di acquistarne di più, ma i due aeromobili attualmente in uso rimarranno in servizio. Al momento di questo annuncio, i due elicotteri avevano volato per oltre 1 000 missioni e trasportato oltre 1,3 milioni di chilogrammi di rifornimenti. Il loro futuro all'interno del corpo dei Marines non è ancora del tutto chiaro.
Il 5 giugno 2013, uno degli elicotteri è caduto in Afghanistan mentre stava rifornendo i Marines. Non si è verificato alcun ferito tuttavia l'incidente è finito sotto inchiesta. Un errore da parte del pilota è logicamente stato escluso, dato che l'aeromobile stava volando autonomamente a un punto predeterminato. L'incidente è accaduto durante le fasi finali della consegna del carico. A seguito dello schianto i voli operativi sono stati sospesi.
Nel 2013 al Salone internazionale dell'aeronautica e dello spazio di Parigi-Le Bourget la versione senza pilota dell'elicottero K-MAX è stata proposta dalla Kaman ad acquirenti stranieri. Diversi paesi hanno espresso interesse per l'innovativo sistema.

## Utilizzatori

### Civili
Germania
- Helog[16]

 Svizzera
- Rotex Helicopter AG[17]

 Stati Uniti
- Swanson Group Aviation[18]
- Timberline Helicopters, Inc.[19]
- Central Copters, Inc.[20]
- HeliQwest International[21]

### Militari
Colombia
- Colombian National Army Aviation con 5 esemplari[22]

 Stati Uniti
- United States Marine Corps[23]

## Galleria d'immagini

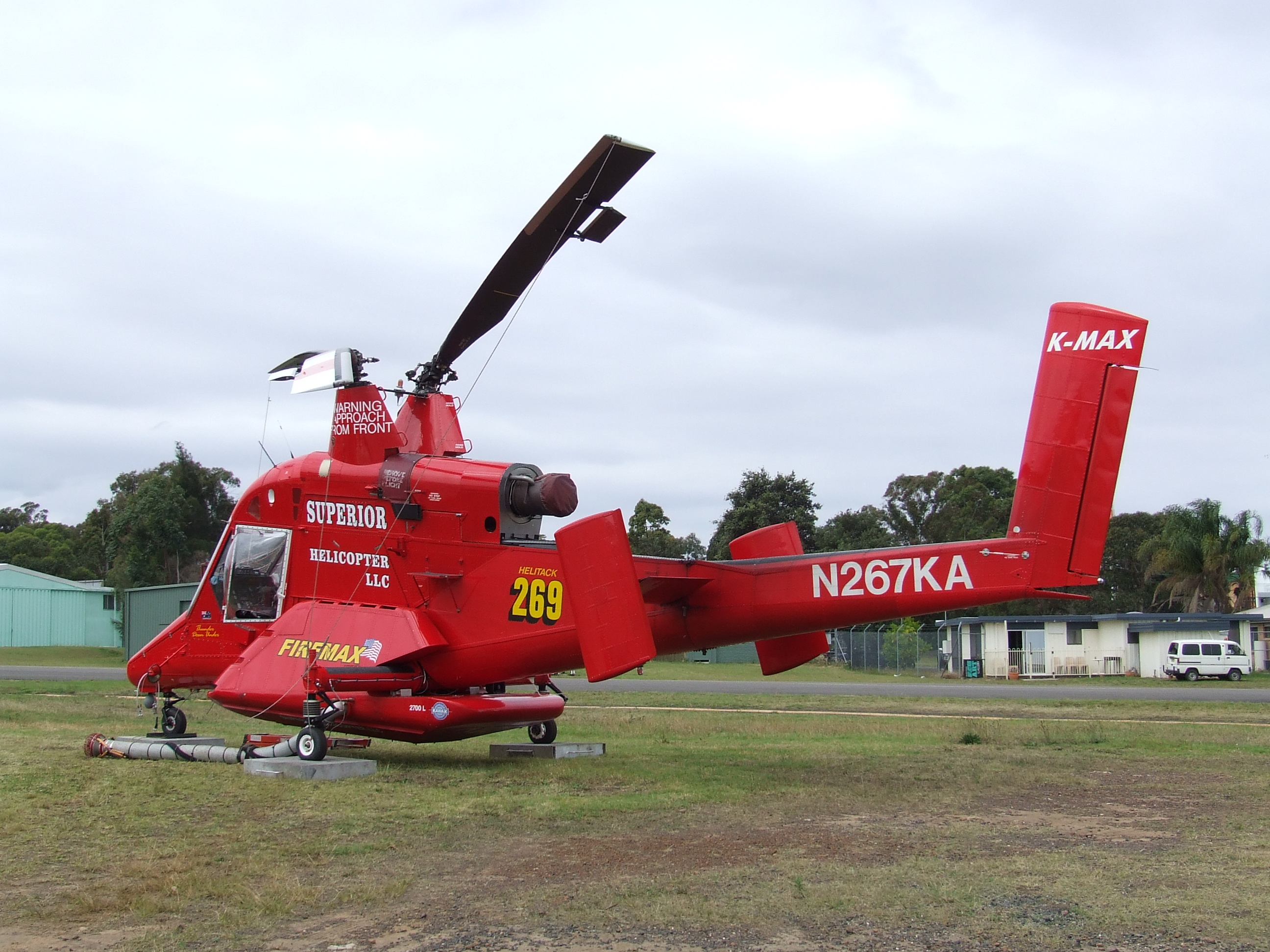
K-MAX configurato per la lotta antincendio
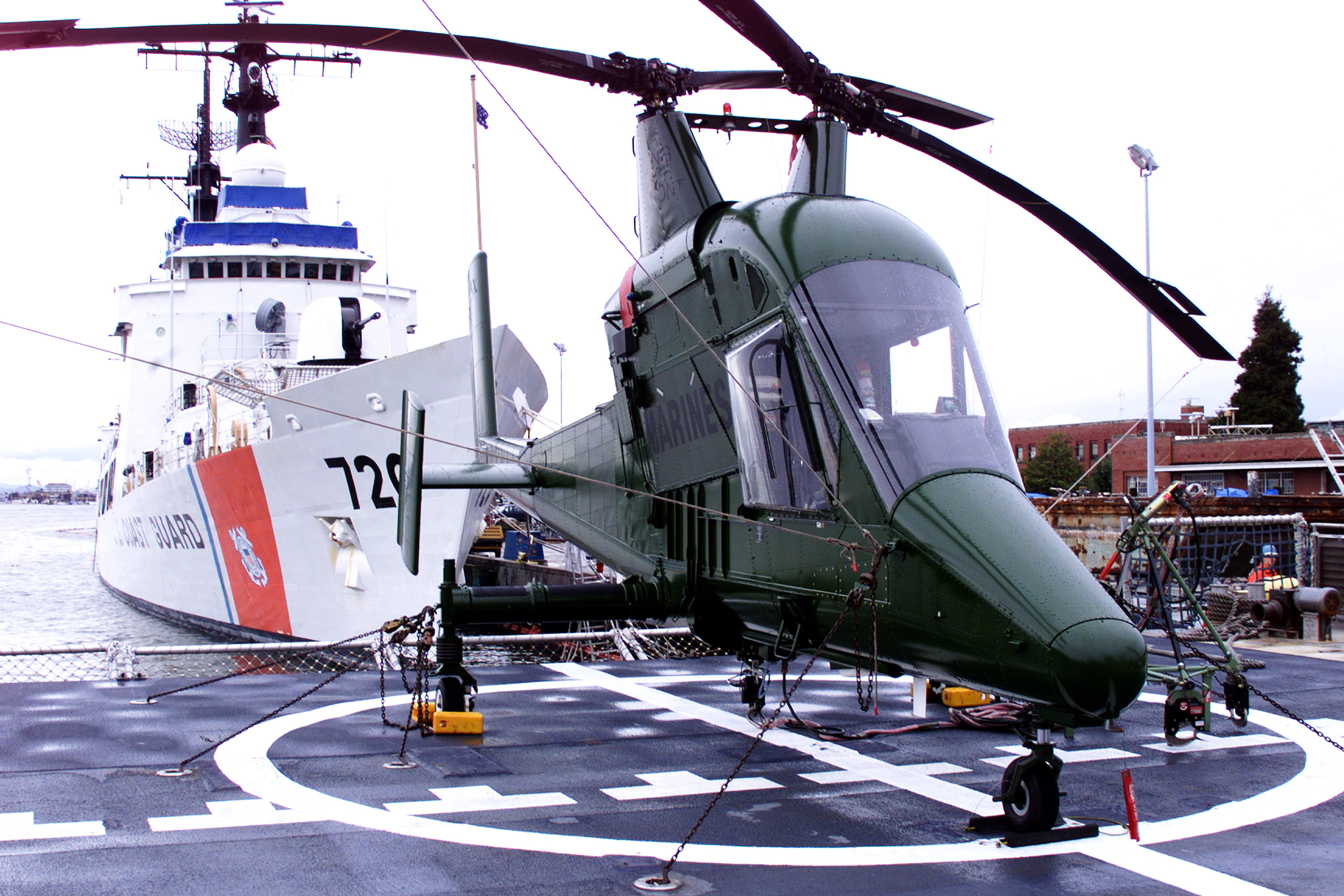
K-MAX durante un'esposizione nel 1999
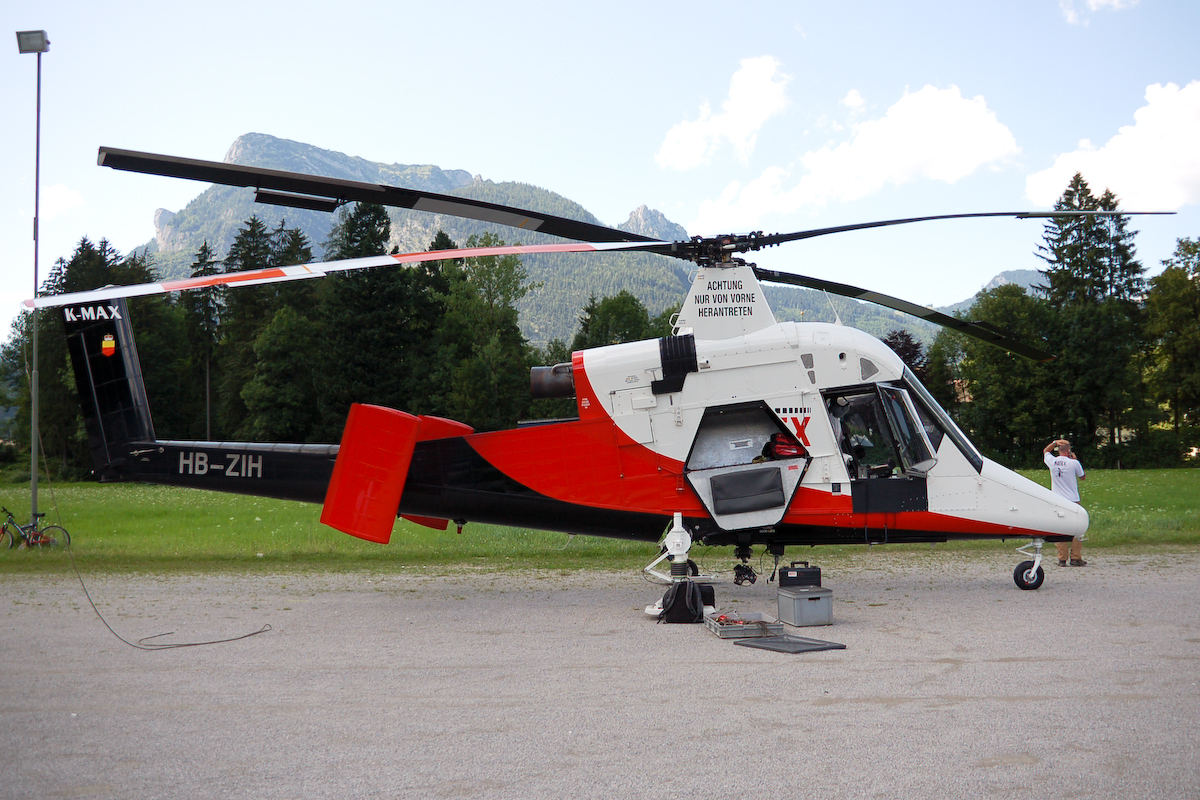
Aeromobile immatricolato in Svizzera
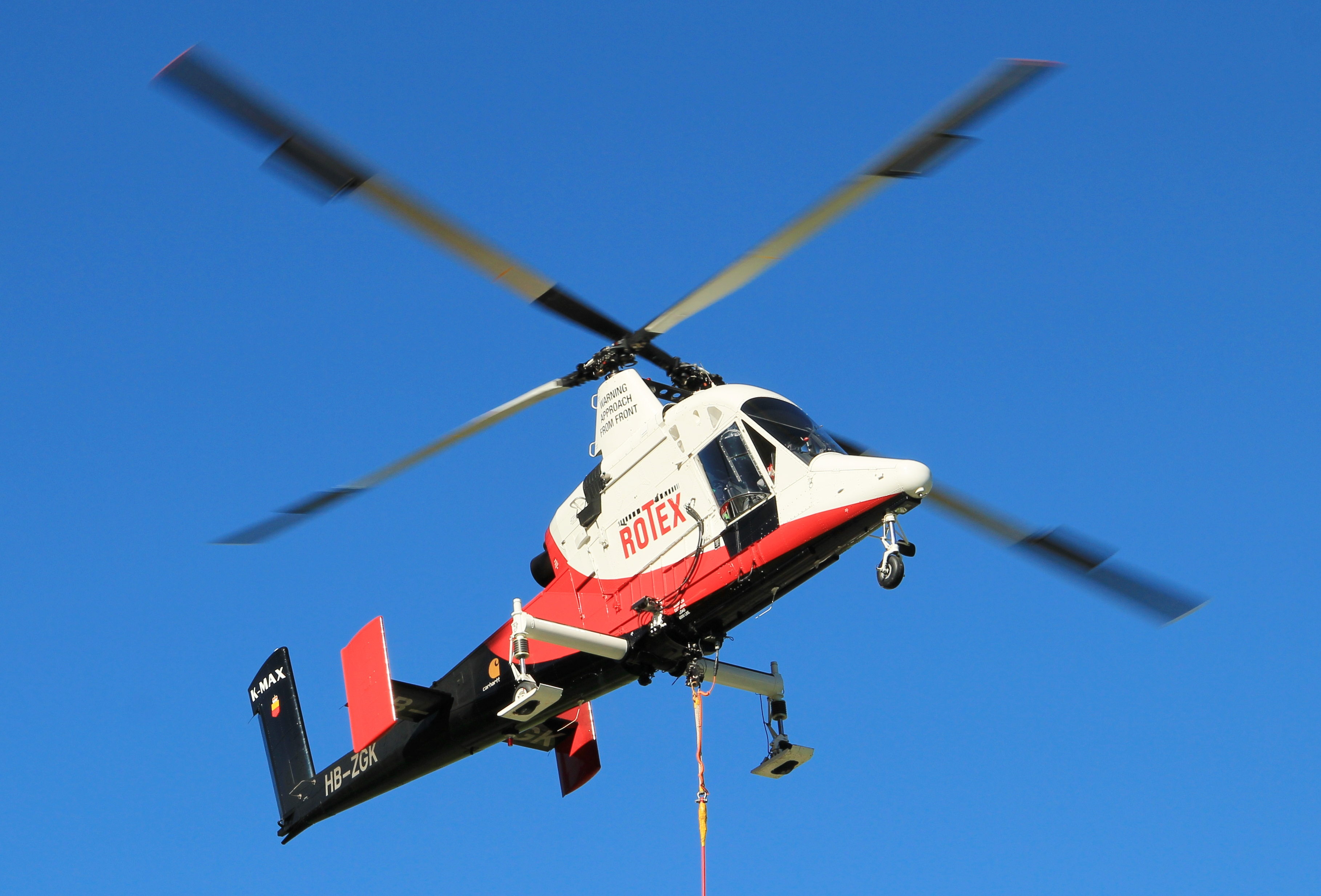
K-MAX in azione in Svizzera nel 2011